# Joachim Otta

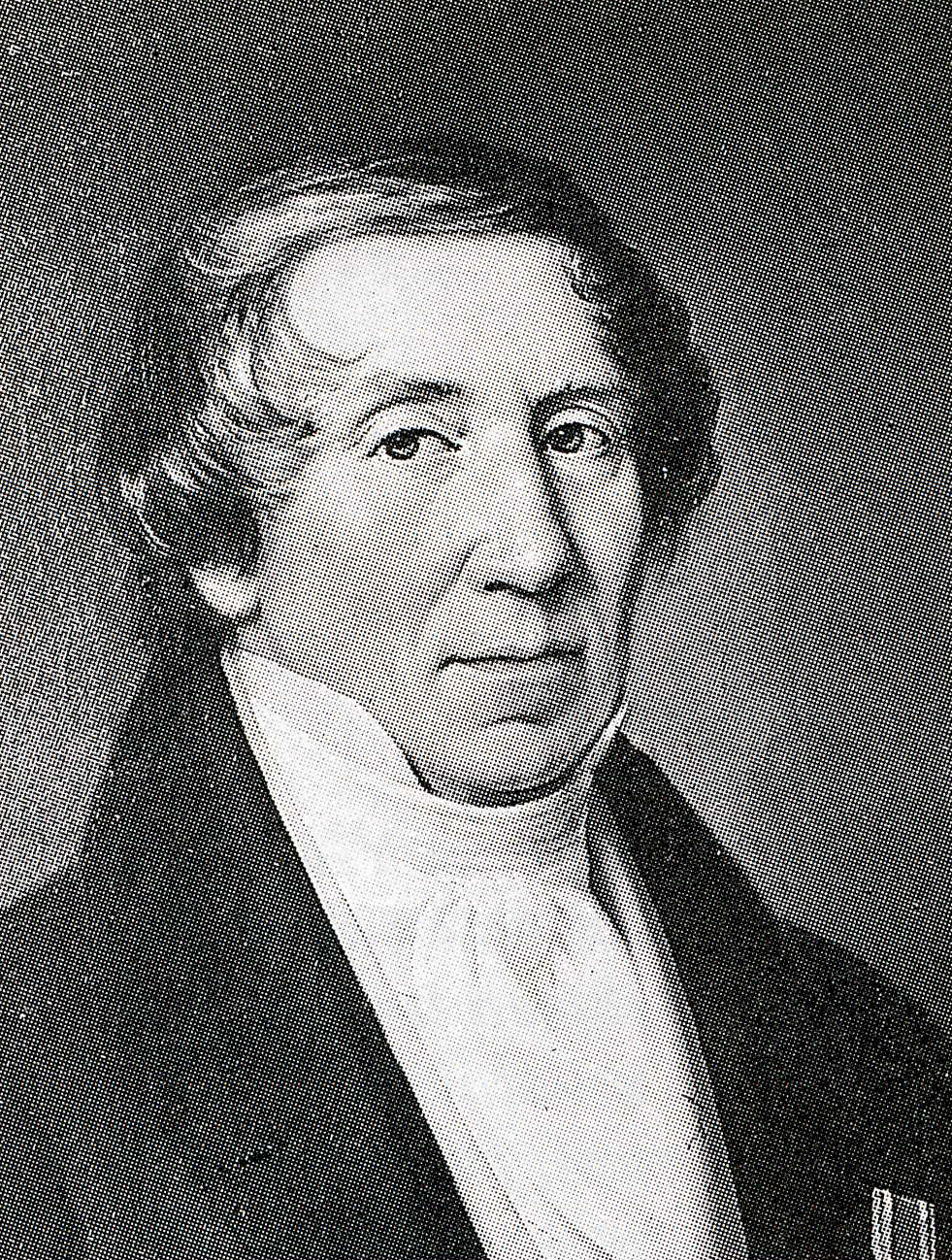
Joachim Otta.

Gioacchino (Joachim) Otta, född 20 mars 1775 i Turin, Savojen, död 2 januari 1848 i Helsingfors, var en finländsk fäktmästare.
Otta, som var läkarson, anslöt sig 1796 till Napoleon I:s franska armé. Han tillfångatogs 1807 i Pommern och hamnade i Stockholm, där han kom att verka som fäktmästare. Han blev fäktmästare vid Kejserliga Akademien i Åbo 1812 och vid Kejserliga Alexander-universitetet i Helsingfors 1828. År 1835 blev han universitetets första fast anställda lärare i gymnastik. Han fick sistnämnda år tillstånd att grunda en kombinerad dans-, fäkt- och gymnastiksal, där han introducerade Pehr Henrik Lings gymnastik.

## Utmärkelser
- Sankt Stanislausorden, tredje klass,  1842[1]

[Redigera Wikidata]